# Xanthorhoe pseudogaliata
Xanthorhoe pseudogaliata là một loài bướm đêm trong họ Geometridae.